# Анау
Анау (туркменски: Änew, пер. آب نو), познат и под именом Анев, је главни град покрајине Ахал у Републици Туркменистан. Према подацима из 2007. Анау је имао 28.200 становника.

## Опис
Град се налази 8 km југоисточно од главног града Ашхабада са којим га повезује најважнији аутопут у земљи M37. Град је био насељен још у 4. миленијуму пре нове ере.
2003. године у граду је саграђен стадион а 2005. је отворен градски музеј "Ak Bugdaý".